# 卡南和雷奥
卡南和雷奥（法語：Canenx-et-Réaut）是法国朗德省的一个市镇，属于蒙德马桑区（Mont-de-Marsan）拉布里县（Labrit）。该市镇总面积28.07平方公里，2009年时的人口为171人。

## 人口
卡南和雷奥人口变化图示